# میستلی
میستلی (به انگلیسی: Mistley) یک روستا و محله مدنی در بریتانیا است که در Tendring واقع شده‌است. میستلی ۲٬۶۸۵ نفر جمعیت دارد.